# 塔魯族

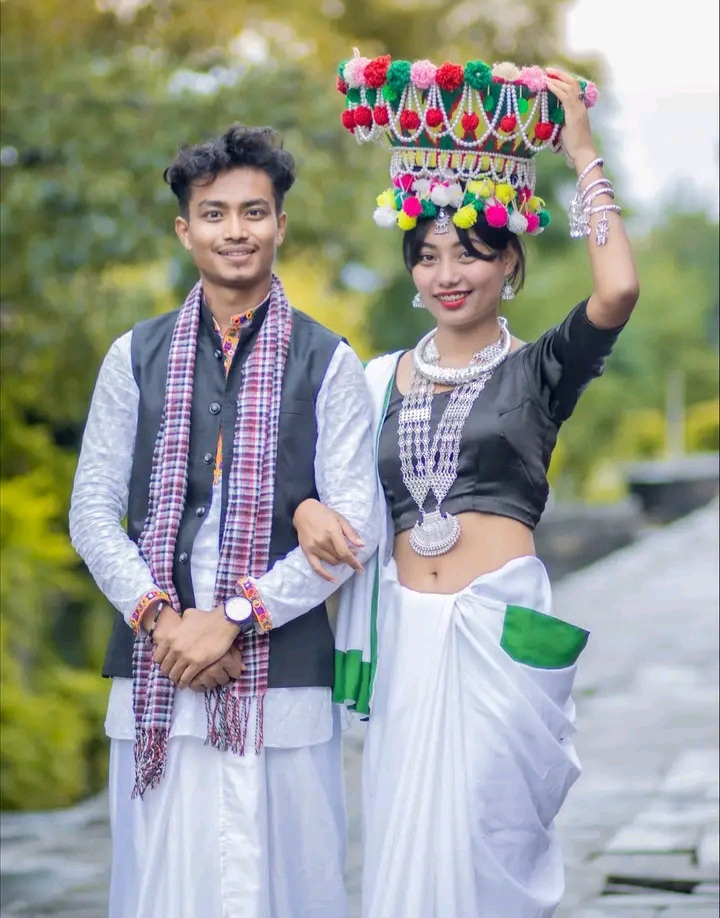
塔魯族

塔魯族（Tharu people），是分布於尼泊爾特萊平原與印度北阿坎德邦、北方邦和比哈爾邦的少數民族。族內可分為12個內婚制氏族，其中拉納氏族（Rana）認為自己出自拉傑普特人，而東面的塔魯族則認為出自迦毗羅衛的釋迦族。
他們稱自己為森林的人，在森林進行移動耕作。他們種植水稻，芥菜，玉米和扁豆，還收集野生水果，蔬菜，藥用植物和材料等森林產品來建房並狩獵鹿，兔子和野豬，並在河流和湖釣魚。
他們有名的地方是對瘧疾的抵抗能力，在20世紀50年代特萊平原瘧疾絕跡前，他們是原住民，丘陵地區尼泊爾人如果他們在6月1日之後或11月1日之前在台拉住宿一般都會死亡，附近居住的其他民族發現瘧疾的發病率是塔魯族的近7倍。
但在20世紀50年代，世界衛生組織支持尼泊爾政府根除台拉森林的瘧疾。從尼泊爾中部山區來的人遷移到台拉，並垂涎該地肥沃的土地。塔魯族失去了他們的傳統土地，成為新土地所有者的奴隸。當奇特旺成立第一個保護區時，塔魯族社區被迫從他們的傳統土地搬遷。他們被剝奪了擁有土地的任何權利，因此被迫陷入無土地和貧困的狀況。當奇特旺國家公園被指定時，尼泊爾士兵摧毀了公園邊界內的村莊，燒毀了房屋，毆打了試圖犁耕田地的人，塔魯族在槍口威脅下離開。
尼泊爾政府在2000年7月17日取締了卡邁亞債奴制，禁止任何人僱用別人作為債役勞工，並宣布將一個人作為債役勞動者的行為是非法的。雖然民主在該國得到恢復，但塔魯族社區呼籲建立一個更具包容性的民主，因為他們害怕保持為一個貧困群體。